# 최지현 (미스코리아)
최지현(崔智賢, 1978년 2월 5일~)은 대한민국의 배우이자 1998년 미스코리아 진이다.

## 학력
- 서울미술고등학교 (졸업)
- 중앙대학교 연극영화학과 (졸업)

## 출연 작품

### 영화
- 《꿈은 이루어진다》